# ورزشگاه پتروسکی
ورزشگاه پتروسکی (روسی: стадион «Петровский») یک مجموعه ورزشی در سن پترزبورگ، روسیه است که برای مسابقات فوتبال و دو و میدانی استفاده می‌شود. بازی‌های خانگی باشگاه فوتبال زنیت سن پترزبورگ و باشگاه فوتبال توسنو در این ورزشگاه برگزار می‌شد.
گذشته از رویدادهای ورزشی، این استادیوم مکانی محبوب برای سرگرمی، کنسرت موسیقی و جشنواره‌ها بوده‌است.

## نگارخانه

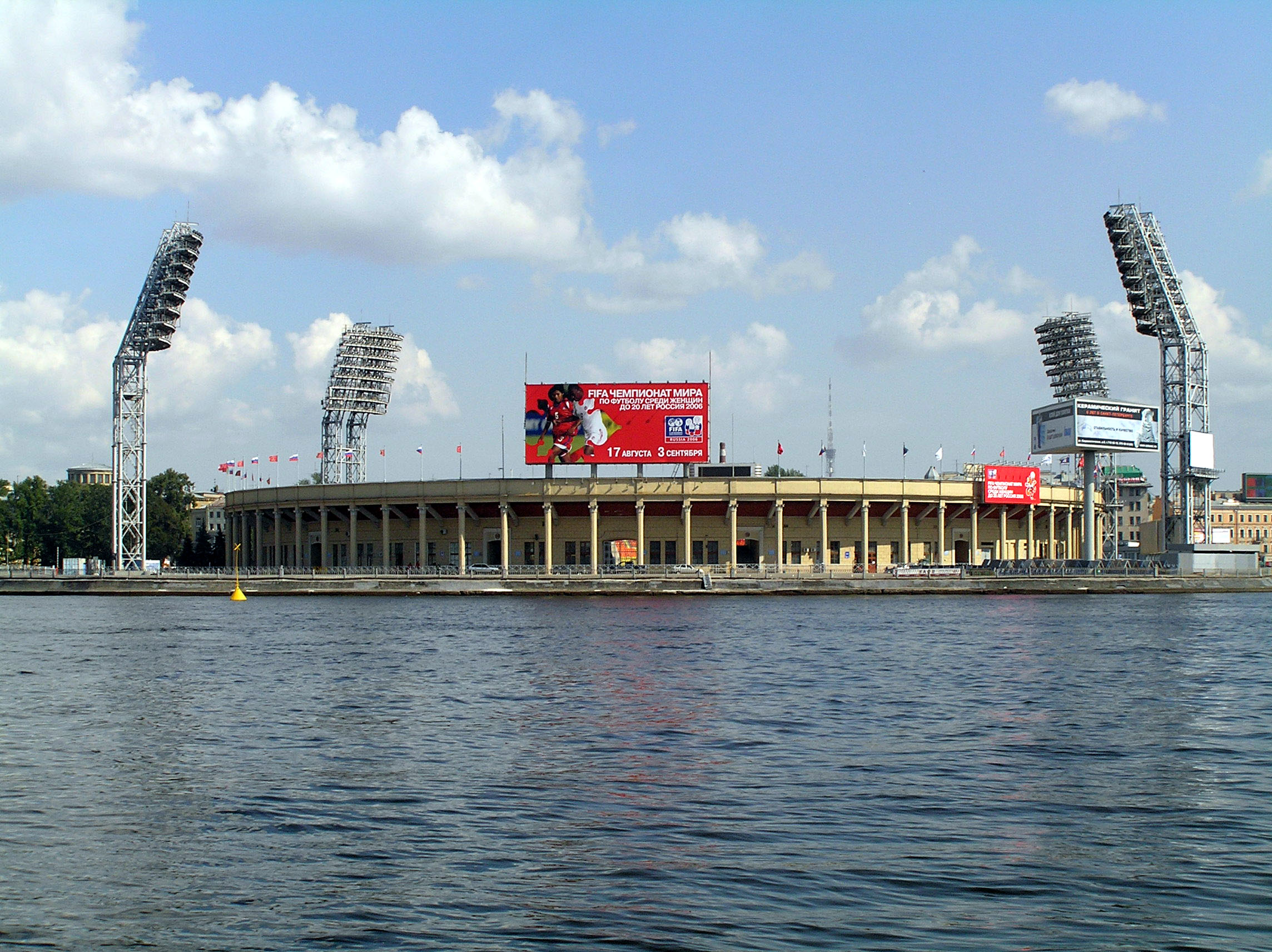
نمایی از ورزشگاه
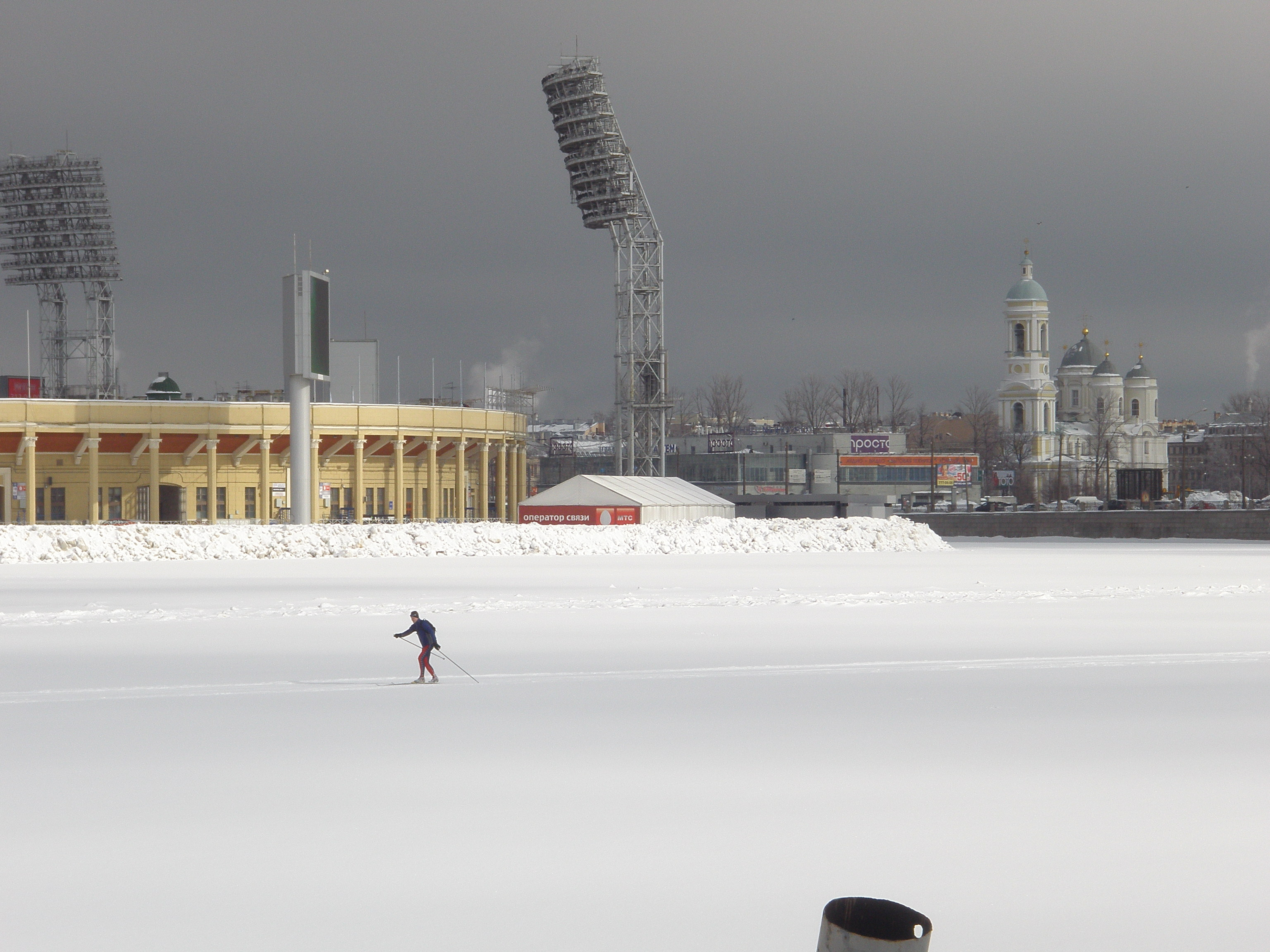
نمایی از ورزشگاه در زمستان و نمایی از St. Vladimir's Cathedral
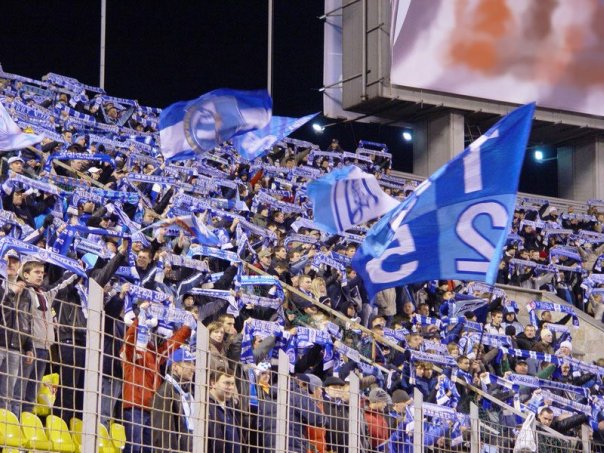
طرفداران زنیت در سال ۲۰۰۸
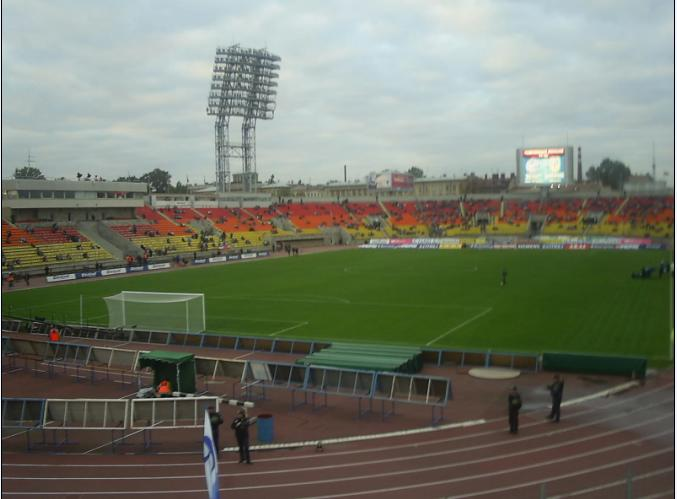
ورزشگاه پتروسکی در سال ۲۰۰۵